# Enriqueta Basilio
Norma Enriqueta Basilio Sotelo, también conocida como Queta Basilio (Mexicali, Baja California; 15 de julio de 1948-Ciudad de México, 26 de octubre de 2019), fue una atleta mexicana. Fue la primera mujer en la historia en llevar la antorcha olímpica y encender el pebetero, acontecimiento que tuvo lugar el 12 de octubre de 1968 durante la inauguración de los XIX Juegos Olímpicos.

## Trayectoria deportiva

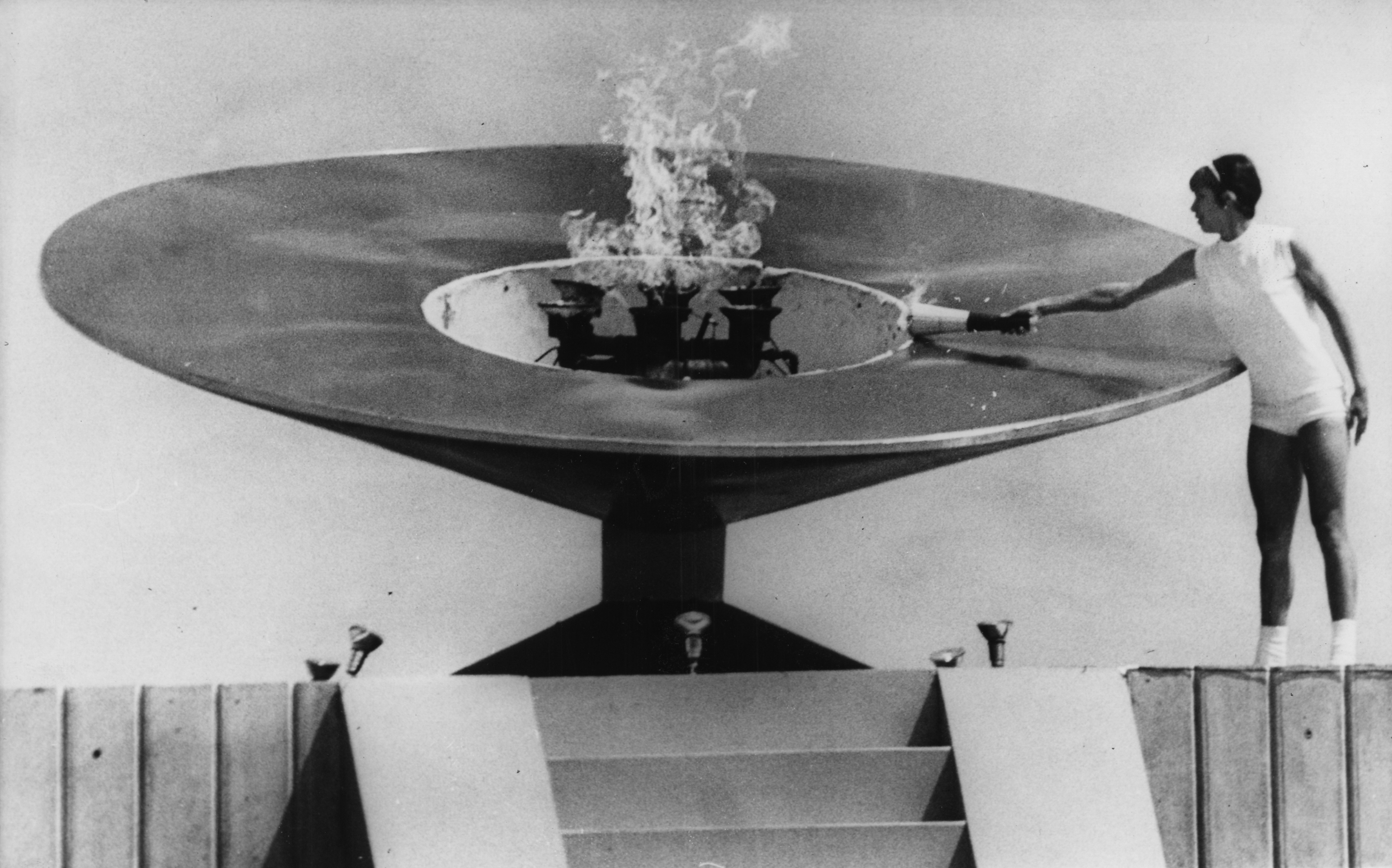
Enriqueta Basilio llevando la antorcha olímpica y encendiendo el pebetero, convirtiéndose en la primera mujer en toda la historia olímpica en haber hecho eso.

Escaleras de acceso al Museo Olímpico de Lausana con el nombre inscrito de Enriqueta Basilio.

Campeona nacional de atletismo en carrera con vallas de 80 metros, llegó a ser considerada como la mejor atleta femenina de su época.
El 25 de febrero de 2008 recibió la Medalla Olímpica Guatemalteca, que le fue otorgada por el C.O.G. en Reconocimiento por su trayectoria como deportista y dirigente.
Fue Miembro Permanente del Comité Olímpico Mexicano (COM) y estuvo propuesta por el Club Tenochtitlan, de la Ciudad de México, para recibir el Premio Nacional e Internacional Juego Limpio 2007, que promueve el propio COM y el Comité Internacional para el Fair Play, en razón de ser una deportista ejemplar por su actitud general a lo largo de su carrera deportiva, marcada por un evidente y constante espíritu deportivo. 
También portó la Antorcha Olímpica en el relevo de Atenas 2004 en la Ciudad de México. 
En los Juegos Panamericanos de Guadalajara 2011, ingresó con la antorcha al estadio Omnilife (ahora estadio Akron) en la ceremonia de apertura; después de ingresar, cedió la llama a María del Rosario Espinoza, medallista de oro en Beijing 2008.
Queta fue la organizadora del Recorrido del Fuego Simbólico por la Paz y el Deporte, evento que, año tras año, realiza una carrera por todo el país, conmemorando los Juegos Olímpicos del México 68. Falleció el 26 de octubre de 2019, un día antes del aniversario de la Ceremonia de Clausura de México 68.

## Trayectoria política
Fue diputada federal en el periodo 2000-2003 por escrutinio proporcional plurinominal, y estaba afiliada al PRI.

## Fallecimiento
Enriqueta Basilio falleció a los 71 años el 26 de octubre de 2019 en la Ciudad de México debido a complicaciones de la neumonía que padecía, tras un agravamiento del parkínson.